# Skopelos
Skopelos (grekiska: Σκόπελος), i forntiden Peparethos, är en grekisk ö i ögruppen Sporaderna i Egeiska havet, nordost om Euboia och öster om Skiathos. Ön, som utgör en egen kommun Dimos Skopelos i regionen Thessalien, är 96 kvadratkilometer stor och hade 5 131 invånare vid folkräkningen 2011.
Skopelos är bergigt och två av dess berg, Delfi och Palouki, når över 500 meter över havet. Den är den bördigaste av Sporaderna, och här odlas bland annat vindruvor, oliver och frukt. Även turism är en viktig näring på ön.
Myten säger att det var Stafilos, son till Dionysos och prinsessan Ariadne, som var den första att bosätta sig på ön tillsammans med sitt folk.
Filmen Mamma Mia! inspelades till största delen på Skopelos. En del avsnitt ägde rum på grannön Skiathos.